# 그놈은 흑염룡
《그놈은 흑염룡》은 네이버 웹툰에서 연재된 혜진양의 웹툰이다.

## 줄거리
때는 바야흐로 2004년. 고등학교 3학년 백수정(산딸기)은 게임에서 만난 흑염룡과 남몰래 사랑을 키워 나간다.
수능이 끝난 후, 대망의 정모 날! 하지만 실제 흑염룡은 백수정이 상상하던 모습과 너무 다른 사람이었는데...

## 등장 인물
- 백수정
- 흑염룡

## 연재 현황
네이버 웹툰에서 2019년 9월 27일부터 매주 화요일에 연재됐다.
2021년 3월 8일 총 76화로 완결되었다.

## 미디어 믹스
- 2025년 상반기에 tvN에서 이 작품을 원작으로 극화한 동명의 드라마가 방영될 예정이다.